# Division d'Encke

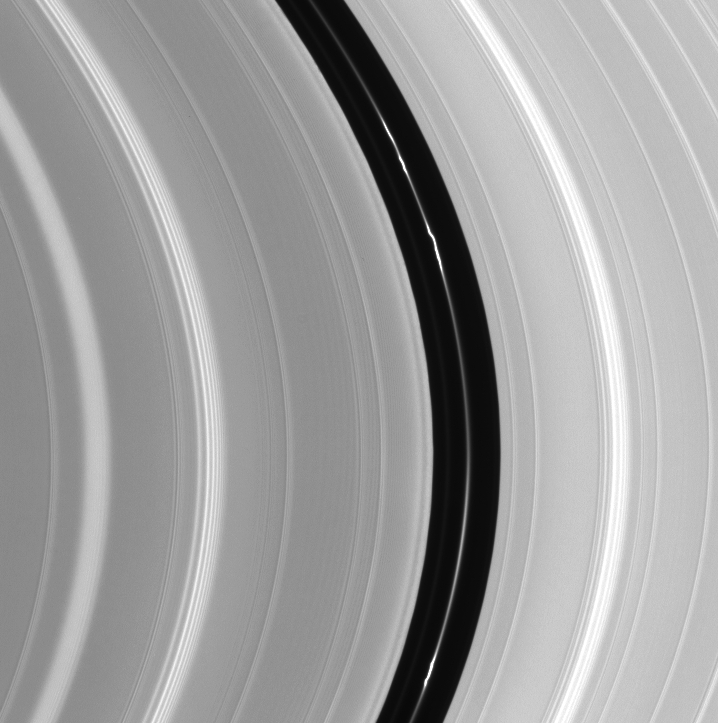
Vue de la division d'Encke, photographiée par la sonde Cassini.

La division d'Encke est un espace situé à l'intérieur de l'anneau A de la planète géante gazeuse Saturne.
Elle est nommée en hommage à l'astronome Johann Franz Encke.

## Caractéristiques
La division d'Encke est centrée à 133 583 km du centre de Saturne et mesure 325 km de large. Elle est causée et façonnée par la lune Pan (diamètre de 32 km environ) qui orbite à l'intérieur.
Les photographies prises par la sonde Cassini ont mis en évidence l'existence de trois annelets à l'intérieur de la division, l'annelet central correspondant à l'orbite de Pan. Le bord interne de la division présente des ondulations façonnées par l'action gravitationnelle de Pan
La division d'Encke ne doit pas être confondue avec le minimum d'Encke qui est une zone plus sombre de l'anneau A située plus à l'intérieur.

## Observation
La division d'Encke porte le nom de l'astronome Johann Franz Encke qui observa, entre autres, les anneaux de Saturne. Cependant, si Encke observa le minimum qui porte son nom, il n'a pas observé la division en question.
La découverte de la division d'Encke est généralement attribuée à James Edward Keeler, mais Francesco de Vico, William Lassell et William Rutter Dawes en sont également crédités.